# André Cluysenaar
Pour les articles homonymes, voir Cluysenaar.
André Alfred Edmond Cluysenaar, né à Saint-Gilles (Bruxelles) le 31 mai 1872 et mort à Uccle (Bruxelles) le 7 avril 1939 , est un peintre belge, surtout connu pour ses portraits et ses sujets féminins.

## Biographie
André Alfred Edmond Cluysenaar est le fils d'Alfred Cluysenaar (1837-1902), peintre historique à qui nous devons des grandes œuvres telles que la fresque Les chevaliers de l'Apocalypse à l'université de Gand, en Belgique. Il a également réalisé un portrait de son fils André titré, Une vocation, conservé aux Musées royaux des Beaux-Arts à Bruxelles.
André Cluysenaar a étudié la peinture auprès de son père. Suivant son influence, il débute par des oeuvres historiques et présente au salon de 1895 la toile Louis XI et le cardinal La Balue. En 1897, il présente une sculpture, Saint Sébastien. Mais, il constate que sa vocation est la peinture. Cette même année 1897, il se marie avec Frances Alice Gordon (1869-1942). Alice Gordon est la fille de William Gordon (1818-1899), un industriel écossais, travaillant à Liverpool et de sa seconde épouse, Margaret Steele (1837-1920). De son union avec Alice Gordon naissent en 1899 des jumeaux, John et Ada (Dolly). En 1902, André Cluysenaar expose, au Salon de la Société des Beaux-Arts, un portrait de son épouse en compagnie de sa fille. Le succès de cette toile lui ouvre les portes de nombreuses commandes de la haute société bruxelloise. « Il eut, en effet, dès ses débuts, cette souplesse du pinceau, cette aisance indispensable au portraitiste de grande classe et aussi cette élégance naturelle, non moins indispensable au portraitiste des gens du monde ; mais les connaisseurs s'aperçurent tout de suite qu'il y avait dans son art quelque chose qui dépassait  singulièrement cette habileté de mains et cette grâce superficielle qui plaît surtout au public, mais ne suffit pas à faire un grand portraitiste ». Jusqu'au début le la guerre, il reste un portraitiste fort demandé à Bruxelles. De par son mariage, toute la famille s'embarque aisément pour l'Angleterre en 1914. Au cours de la guerre, André Cluysenaar réalisera le portrait de nombreuses personnalités anglaises dont Lord Oxford and Asquith, Lord Balfour, Lloyd George, ... mais également d'Émile Vandervelde. Pendant la guerre, les relations du couple se dégradent. Après la guerre, Il se sépare définitivement de son épouse Alice Gordon et rentre à Bruxelles. Sa fille restant avec sa mère et son fils John Cluysenaar s'étant engagé comme volontaire en 1917, ne sera démobilisé qu'en 1919. Cette même année, il rencontre Marjorie Florence Pym-Acland-Troyte (1891-1977). Son mari, Herbert Acland-Troyte ayant découvert la relation de sa femme, ce dernier divorce de Marjorie en 1921. André Cluysenaar épouse Marjorie Pym en 1922 à Londres. De retour à Bruxelles, ils s'installent à Uccle, André Cluysenaar réalise à nouveau des portraits de personnalités politiques ou artistiques, comme ceux d'Eugène Ysaÿe et d'Albert Baertsoen et se consacre également à peindre pour lui. Ce seront des natures mortes, des paysages et des nus « où ses dons de coloriste lui ont fait accomplir des pages charmantes de blondeur et de limpide clarté, de fraîcheur, de morbidesse et de vénusté ». Son fils, John, organise une exposition rétrospective à la Petite Galerie, 3, avenue Louise à Bruxelles en mai 1939 à la suite de son décès. John Cluysenaar dira : « Mon père était un être extraordinaire, un personnage de la Renaissance. Il possédait des dons multiples : grand comédien, prestigieux musicien, il avait une admirable voix de ténor, il était brillant causeur, enjoué, diplomate. Mais c'était un véritable dandy qui a joué toute sa vie à peindre ce qui plaisait au public ».
Il obtient une mention honorable au Salon des artistes français en 1907.